# Colostygia stilpna
Colostygia stilpna är en fjärilsart som beskrevs av Louis Beethoven Prout 1924. Colostygia stilpna ingår i släktet Colostygia och familjen mätare. Inga underarter finns listade i Catalogue of Life.